# Bulgaren
Met Bulgaren (Bulgaars: българи, boelgari) worden meestal de inwoners van Bulgarije bedoeld, dan wel de gelijknamige etnische groep en sprekers van het Zuid-Slavische Bulgaars.
De etnogenese van de Bulgaren is echter gecompliceerd, en begint bij het nomadische volk dat ter onderscheiding in het Nederlands vaak Proto-Bulgaren genoemd wordt.

## Geschiedenis
De Proto-Bulgaren duiken voor het eerst op in de geschiedenis als een Turks volk dat in de 4e eeuw in de Pontisch-Kaspische Steppe woont.
Tijdens de Grote Volksverhuizing trekken sommigen in de naar het westen, anderen naar het zuiden tot in Armenië. In de 5de eeuw vestigen enkele Proto-Bulgaarse stammen zich ten noorden van de Donau als bondgenoten van het Byzantijnse Rijk.
In de 7e eeuw trekt een aantal naar het noorden en vestigt daar Wolga-Bulgarije.

### Donau Proto-Bulgaren

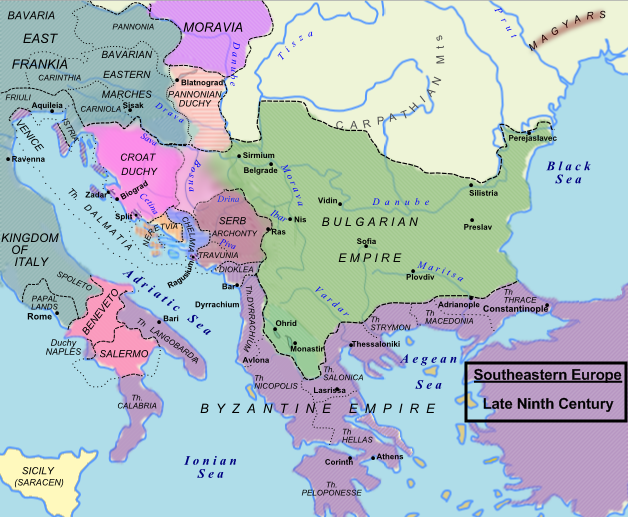
Eerste Bulgaarse Rijk

In de zevende eeuw vielen ze, samen met de Slavische stammen, het Byzantijnse Rijk binnen en slaagden erin het te verslaan. Dit leidde tot de oprichting van het Eerste Bulgaarse Rijk onder leiding van Asparoech, die wordt beschouwd als de grondlegger van Bulgarije. Na verloop van tijd werden de Proto-Bulgaren geassimileerd door de grotere Slavische bevolking.
In de elfde eeuw, tijdens het bewind van Basilius de Bulgarendoder, werd Bulgarije veroverd door het Byzantijnse rijk, maar in de twaalfde eeuw kwamen de Bulgaren in opstand en slaagden erin hun onafhankelijkheid te herwinnen, totdat ze in de veertiende eeuw werden veroverd door de Ottomanen.
In 1878 maakt men zich van het Ottomaanse Rijk los en probeert een algemeen Bulgaarse identiteit te ontwikkelen die ook de Macedoniërs en de Slavische bewoners van de Thracië, Moesië en Dobroedzja omvat. Dit leidt tot de Tweede Balkanoorlog waarbij men vergeefs een Groot-Bulgarije probeert te vestigen. De Macedoniërs begonnen daarna hun eigen identiteit te beklemtonen. De Zuid-Slavische dialecten vormen een talencontinuüm zodat strikte grenzen moeilijk te trekken zijn.

## Bulgaren in Bulgarije
Volgens de volkstelling van 2011 leven er 5.664.624 etnische Bulgaren in Bulgarije, hetgeen gelijk staat aan 77% van de bevolking van Bulgarije. In oblast Pernik en in de stad Sofia vormen etnische Bulgaren zelfs 96% van de totale bevolking, gevolgd door de oblasten Kjoestendil en Vratsa (93%), Gabrovo (92%), Lovetsj, Pleven, Smoljan, Sofia en Vidin (91%).

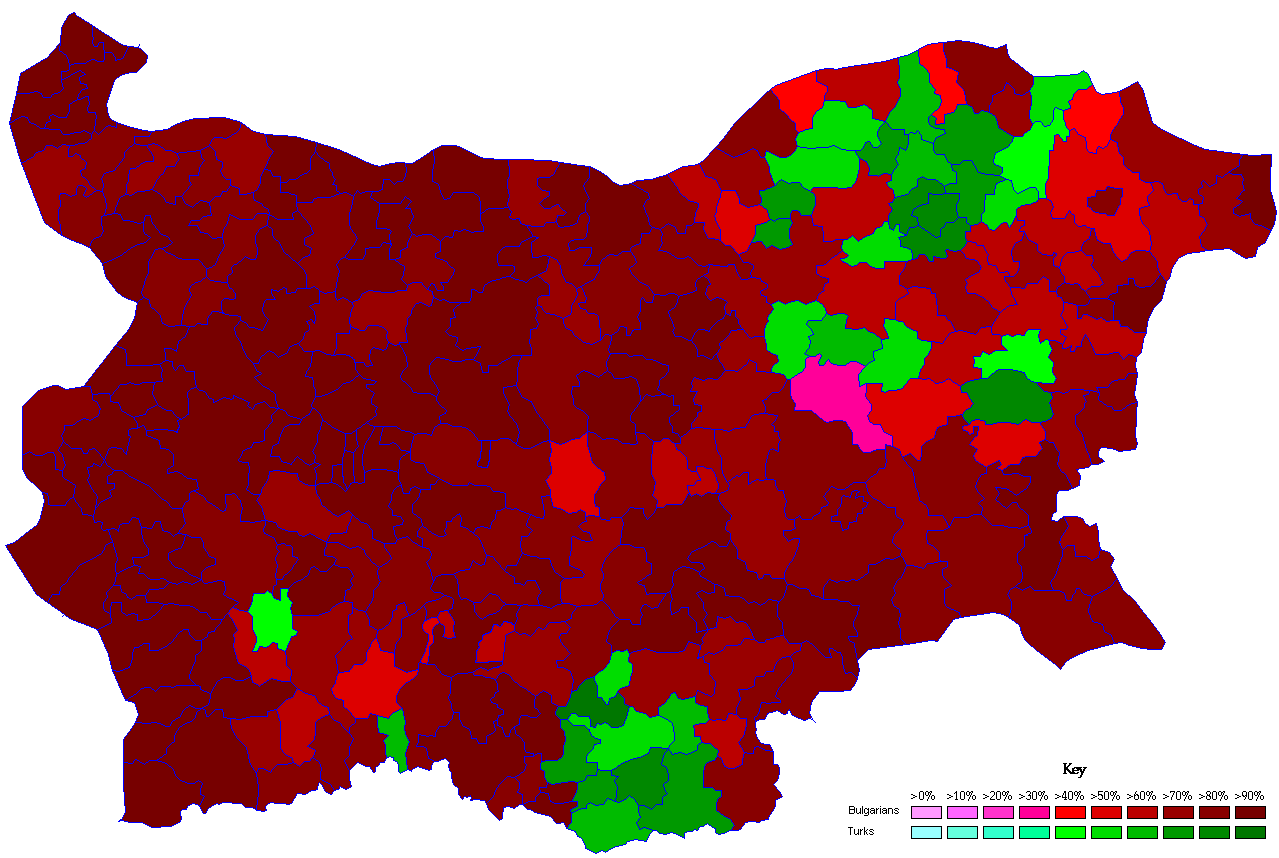
Gemeenten met een Bulgaarse meerderheid zijn rood gekleurd (volkstelling 2011).

De Bulgaren vormen de meerderheid in 26 van de 28 oblasten van Bulgarije.

#### Religie
De meeste Bulgaren in Bulgarije belijden het christendom. Volgens de volkstelling van 2011 zijn de meeste etnische Bulgaren in Bulgarije lid van de Bulgaars-Orthodoxe Kerk, namelijk zo’n 74,9% van het totale volk. Verder is 0,8% van de Bulgaren lid van de Katholieke Kerk in Bulgarije en 0,6% van de Bulgaren is aanhanger van een van de verschillende denominaties van het protestantisme. De katholieke Bulgaren leven vooral in de gemeente Rakovski in oblast Plovdiv, gemeente Svisjtov in oblast Veliko Tarnovo en de gemeenten Belene en Levski in oblast Pleven.
De geïslamiseerde Bulgaren, ook wel Pomaken genoemd, vormen 1,2% van de Bulgaren in Bulgarije. Zij leven vooral in de oblasten Smoljan en Kardzjali in het zuidoosten van Bulgarije en de oblasten Blagoëvgrad en Pazardzjik in het zuidwesten van Bulgarije. Veel Bulgaarse moslims hebben de neiging om zich te identificeren als Bulgaarse Turken.
Ongeveer 3,9% van de Bulgaren heeft geen religie en 18,6% heeft geen antwoord gegeven op de optionele volkstelling van 2011.
| Religie                 | 2001      | 2001  | 2011      | 2011  |
| Religie                 | Aantal    | %     | Aantal    | %     |
| ----------------------- | --------- | ----- | --------- | ----- |
| Bulgaars-Orthodoxe Kerk | 6.315.938 | 94,9  | 4.240.422 | 74,9  |
| Protestantisme          | 14.951    | 0,2   | 36.613    | 0,6   |
| Katholieke Kerk         | 37.811    | 0,6   | 43.985    | 0,8   |
| Islam                   | 131.531   | 2,0   | 67.350    | 1,2   |
| Geen religie            | 151.008   | 2,3   | 222.387   | 3,9   |
| Geen antwoord + overig  | 3.971     | 0,1   | 1.053.867 | 18,6  |
| Bulgaren in Bulgarije   | 6.655.210 | 100,0 | 5.664.624 | 100,0 |

## Bulgaren buiten Bulgarije
De grootste groep etnische Bulgaren woont in Oekraïne in de regio Boedzjak waar ze met 129.000 mensen 21% van de bevolking vormen. Aansluitend wonen er ook veel Bulgaren in Moldavië. De etnische Bulgaren die woonden in Roemenië (in de regio Dobroedzja) zijn met een bevolkingsruil grotendeels verhuisd naar het huidige Bulgarije. In Servië wonen ongeveer 20.000 etnische Bulgaren, vooral langs de grens met Bulgarije en met name in de gemeenten Bosilegrad en Dimitrovgrad. Verder wonen er in Griekenland 40.000 etnische Bulgaren, die in tegenstelling tot de meeste Bulgaren niet orthodox zijn maar islamitisch. Zij worden ook wel Pomaken genoemd en wonen vooral in de gemeenten in het noordoosten van Griekenland: Xanthi en Rodopi.
Naast de etnische Bulgaren zijn er ook grote migrantengroepen in Duitsland, Spanje en de Verenigde Staten.